# Bibio fraternus
Bibio fraternus är en tvåvingeart som beskrevs av Friedrich Hermann Loew 1864. Bibio fraternus ingår i släktet Bibio och familjen hårmyggor. Inga underarter finns listade i Catalogue of Life.